# Arrampicata tradizionale
L'arrampicata tradizionale (o trad) è un tipo di arrampicata su roccia in cui l'arrampicatore deve posizionare le protezione (come nut o chiodi) sulla salita della roccia. A differenza dell'arrampicata sportiva, i chiodi (e nut) non sono attaccati sulla roccia in anticipo.

## Regole
- Protezione mobile: l'arrampicatore deve portare il materiale con sé per proteggersi, e posizionarli strategicamente lungo la via, per assicurarsi in caso di caduta.

- Esplorazione (e avventura): l'arrampicata tradizionale è spesso vista come avventurosa e meno "standardizzata" rispetto all'arrampicata sportiva.

- Attrezzatura: l'attrezzatura usata per l'arrampicata tradizionale è spesso rimovibile, consentendo di rimuoverla una volta superato il punto di protezione

- Rispetto per la roccia: l'arrampicata tradizionale può essere vista una forma di arrampicata "pulita", in quanto cerca di minimizzare l'impatto sull'ambiente.

- Sfidare sé stessi: l'arrampicata tradizionale può essere vista come una sfida completa, che richiede sia la capacità di arrampicare che la capacità di proteggersi.